# Makso Grossmann
Makso Grossmann (Vukovar, 15. veljače 1893. – Zagreb, 20. veljače 1947.), bio je hrvatski liječnik internist. Začetnik je kliničke farmakologije u Hrvatskoj.

## Životopis
Makso Grossmann rođen je u Vukovaru 1893. godine. Rođen je u židovskoj obitelji. Svršio je realnu gimnaziju u Zagrebu nakon čega se je upisao na Medicinski fakultet u Beču. U Beču je specijalizirao internu medicinu. U Zagrebu radio na Internoj klinici od 1920. do 1928. godine. Nakon toga zaposlio se u Merkurovom sanatoriju kojem je bio voditelj od 1929. do 1941. godine. Dok je bio voditelj, 1938. godine je osnovao prvu srčanu stanicu u ondašnjoj državi. Prvi je ravnatelj sanatorija, otvorenog 5. siječnja 1930. godine. U santoriju je ostao do svibnja 1941. godine kada je emigrirao i neko vrijeme sklonio se je u inozemstvo no 1943. godine Nijemci su ga odveli u Auschwitz koji je preživio. U Auschwitzu je bio, dodijeljen u logorsku bolnicu, do 1944. godine kada ga je oslobodila Crvena armija. Od 1945. do smrti 1947. godine vodio je Interni odjel sanatorija Merkur i ravnatelj sanatorija Merkur.
Bavio se bolestima metabolizma, dijabetesom i kardiologijom.
Bio je elektrokardiografije. Proučavao je duljinu životni vijek i medicinske aspekte životnog osiguranja. Predavao je na Ekonomsko-komercijalnoj visokoj školi u Zagrebu kolegij Suvremeni medicinski problemi u odnosu prema narodnom gospodarstvu.
Umro je u Zagrebu 1947. godine, nakon duge i teške bolesti.

## Djela
Napisao je knjige: 
- Šećerna bolest = (Diabetes mellitus), 2 sv., Dio 2: Specijalna terapija, Medicinska biblioteka, sv. 6, Nakladom Liječničkog Vjesnika, Karlovac, 1927. (Drugo izdanje knjige Šećerna bolest = (Diabetes mellitus), Medicinska biblioteka, sv. 52-54, Naklada Liječničkog vjesnika, Zagreb, 1935., napisao je s Arpadom Hahnom[6])
- Bubrežne bolesti: II. dio, Medicinska biblioteka, sv. 31-32, Naklada Liječničkog vjesnika, Zagreb, 1932. (suautor Arpad Hahn)[7]
- O debljanju i mršavljenju: kako se regulira tjelesna težina odraslih i djece: s uputama za prehranu i priredbu hrane, Zdravstvena biblioteka Minerve, Minerva, Zagreb, 1934.

## Vanjske poveznice
- Što bi Zagreb bio bez Židova: Oni su gradu dali vodovod, tramvaj i '505 s crtom', jutarnji.hr, 19. veljače 2011. (fotografija Makse Grossmanna, br. 16)